# Johann Christoph Gottwald

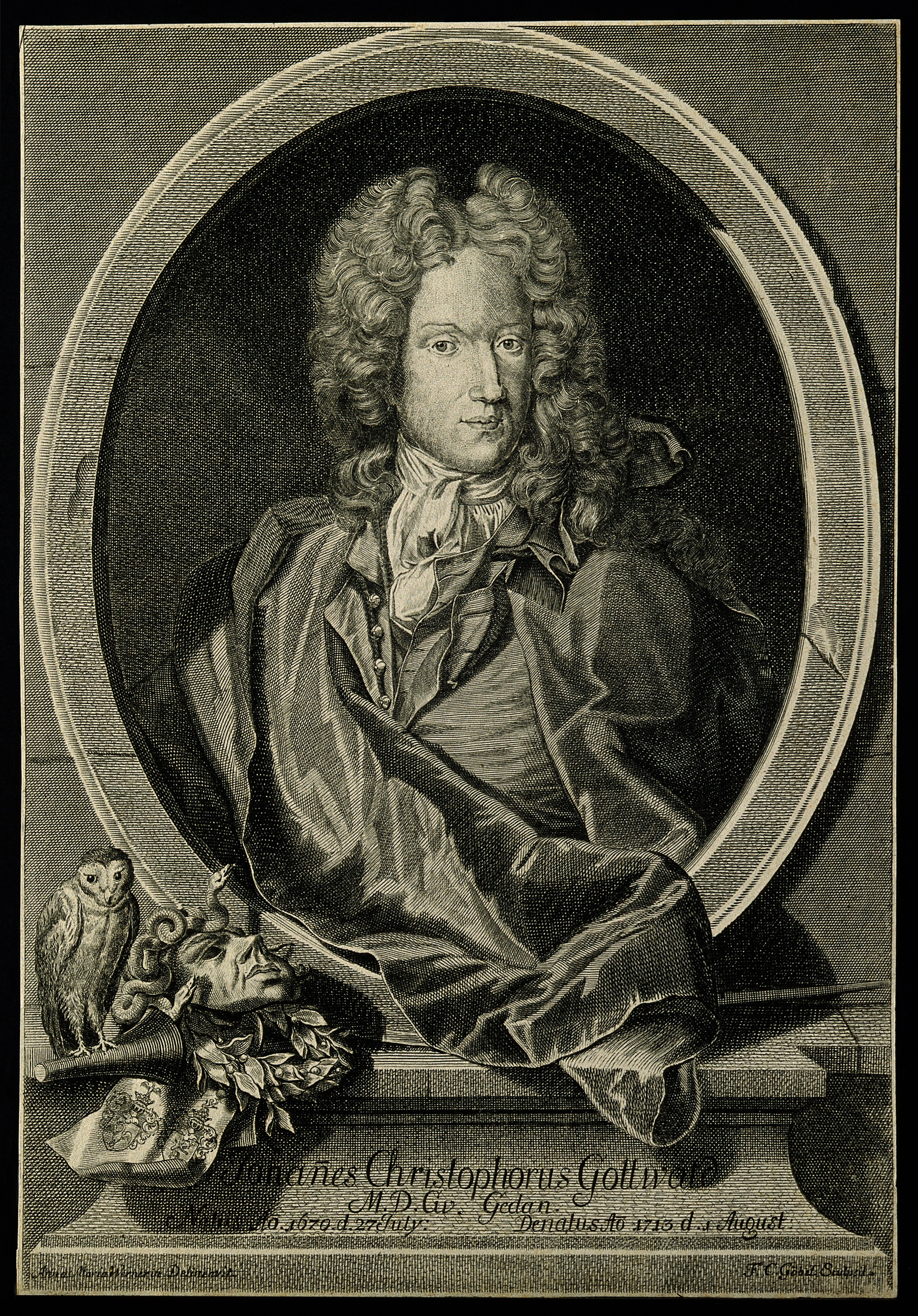
Johann Christoph Gottwald

Johann Christoph Gottwald (auch Johannes Christoph Gottwald, * 24. Juli 1670 in Danzig; † 1. August 1713 ebenda) war ein deutscher Naturforscher und Arzt in Danzig.

## Leben
Johann Christoph Gottwald war der Sohn vom Danziger Stadtphysicus Christoph Gottwald. Er studierte bis August 1693 an der Universität in Kiel bei Johann Daniel Major, anschließend an der Universität Leipzig und ab August 1694 bei Johann Ernst Schaper an der Universität in Rostock Medizin. Am 18. April 1695 wurde er in Rostock promoviert. 1697 ließ er sich in Danzig als praktischer Arzt nieder. 
Johann Christoph Gottwald erweiterte stetig das bereits von seinem Vater angelegte reichhaltige und bekannte Naturalienkabinett. Die Sammlung wurde nach seinem Tod von Peter I. nach persönlicher Besichtigung der Sammlung in Danzig den Erben für 1000 Rubel abgekauft und nach Sankt Petersburg verbracht. Die verbliebenen Kupfertafeln und Manuskripte wurden von dem Nürnberger Verlagsbuchhändler Gabriel Nicolaus Raspe (1712–1785) erworben und Veröffentlichungen zugeführt.

## Schriften
- Dissertatio inauguralis De viscido, sanitatis offendiculo. Rostochii 1695 Digitalisat